# BIRTHDAY (岸尾だいすけのアルバム)
『BIRTHDAY』（バースディ）は、岸尾だいすけのデビューミニアルバム。2012年3月28日にビクターエンタテインメントから発売。

## 概要
アルバム制作は2011年6月に発売されたボーカロイドアルバムの『祭囃子』に参加し、ビクターと仕事した縁と何年も前からファンから望まれていた事で実現した。祭囃子の仕事が来た理由は祭囃子とBIRTHDAY担当時の岸尾の担当プロデューサーだった西辺が声優グランプリ2010年11月号のヘアチェンのコーナーに出ていた岸尾を見た影響である。岸尾はユニットの謎の新ユニットSTA☆MEN名義やDD、キャラクターソング等の曲はあったが、本人名義では初。
アルバム発売日が岸尾の38歳の誕生日である3月28日と重なる事が偶然判明したため、誕生日をコンセプトとしたアルバムにしようと考えた。また本作がソロデビュー作であるため、「第二の誕生」という意味合いも込めている。
発売前に当時放映されていたUstreamのビクターのオリジナル音楽情報番組「ぶいちゃん」で「岸尾だいすけのＣＤ発売宣伝企画室発足祝い～壊れかけるレィディオ～」を2月～3月にかけて3回放映した。
7曲収録されており表題曲のBIRTHDAYはチバテレビ系列の『ハピはぴ・モーニング〜ハピモ〜』の4月のエンディングテーマになった。自身初の主役を務めたアニメ「ゾイド -ZOIDS-」のオープニング曲「Wild Flowers」と、インディーズ歌手のあるがまふぃあの「new day」をカバーで歌っている。
歌手デビュー発表当時の2月1日の時点でもレコーディングが行われていなかったが2月の第2週の3日間でレコーディングが行われ岸尾本人は収録はそういうものかと思っていたが本来ならかなりの強行日程であった。カバー曲2つとColorを除く4曲の歌詞は岸尾自身が担当。
初回生産分には4月1日に東京ドームシティ ラクーアガーデンステージにて開催された「史上最大のBIRTHDAYパーティー」のイベント参加券が封入された。
6月10日の原宿アストロホールで初のワンマンライブ「GalaxyTourFirst・Tokyo in Japan of the earth ... Yes, Jukuhara!!!」を開催。

## 収録曲
1. BIRTHDAY　[4:09]
作詞：岸尾だいすけ　作曲：Yuma
  - 「ハピはぴ・モーニング〜ハピモ〜」2012年4月エンディングテーマ

岸尾曰く「疾走感のある爽快なROCKチューン」[5]。
2. new day　[4:55]
作詞・作曲：有賀俊輔
岸尾と親交のある歌手、あるがまふぃあの楽曲のカバー[5]。
3. Color　[3:46]
作詞・作曲：power less
岸尾曰く「かなりラウドで激しい曲」[5]。
4. あの月に女神がいなくても　[5:16]
作詞：岸尾だいすけ　作曲：竹中円香
作詞を手掛けた全3曲中最も苦労した楽曲。曲の第一印象が宇宙を連想させるものであったため、「月」をテーマに制作された[3]。
5. Wild Flowers　[4:28]
作詞：酒井悠介　作曲：丸山哲夫
MBS系アニメ「ゾイド -ZOIDS-」のオープニング曲「Wild Flowers」のカバー
6. Androidlove　[3:40]
作詞：岸尾だいすけ　作曲：yuyoyupee
7. 良子の息子　[4:00]
作詞：岸尾だいすけ　作曲：有賀俊輔　編曲：宗像仁志　
タイトルは岸尾の母親の名に由来する[5]。